# Joseph Oliver

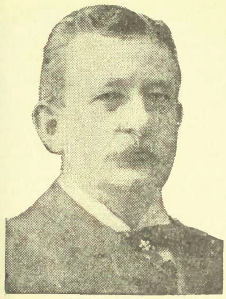
Joseph Oliver

Joseph Oliver (* 1852 in Erin (Ontario); † 8. Januar 1922 in Toronto) war von Januar 1908 bis Januar 1910 der 34. Bürgermeister im kanadischen Toronto.

## Biografie
In Erin 1852 geboren, lebte Oliver in Toronto, seit er drei Jahre alt war. Er arbeitete im Holzfällgewerbe. 1885 wurde er in die lokale Schulbehörde, 1895 und 1901 in den Toronto City Council gewählt. 1908 und 1909 stand er Toronto als Bürgermeister vor.

## Vorkommnisse in Olivers Amtszeit
Im März 1909 wurde Joseph Oliver über seine Meinung zum Umgang mit anstößigen Theaterstücken und Shows befragt. Er gab das Statement ab, bei entsprechenden Vorfällen sei dem Theater sofort die Lizenz zu entziehen: „Just as soon as the wrong show has made its character known, stop it, and take away the license from theatre.“